# Мошири, Фархад
Фарха́д Мошири́ (англ. Farhad Moshiri, перс. اردوان فرهاد ﻣﺸﻴﺮى‎; род. 18 мая 1955, Иран) — иранский и британский бизнесмен. Председатель совета директоров и акционер USM Holdings. В 2016—2024 годах являлся мажоритарным владельцем английского футбольного клуба «Эвертон».
По версии журнала «Форбс», по состоянию на август 2025 года состояние Мошири составляет 2,8 млрд долларов США.

## Детство и юность
Родился в Иране в 1955 году. Незадолго до Исламской революции 1979 года семья Мошири покинула Иран. Мать Фархада работала в крупнейшем издательстве страны Kayhan, отец был военным врачом, а впоследствии стал старшим военным судьей. Мошири получил образование в Университетском колледже Лондона по специальности «Экономика и статистика», а впоследствии получил квалификацию дипломированного бухгалтера.

## Карьера
Мошири работал в таких компаниях как Ernst & Young (1979—1985), Pannell Kerr Forster (1985—1987) и Deloitte & Touche (1987—1992). В 1989—1991 годах являлся экспертным свидетелем Международного суда в Гааге.
В 2006—2013 годах являлся председателем совета директоров холдинга «Металлоинвест». Также входил в совет директоров компаний «Мегафон», Mail.Ru Group и Strike Resources. Был независимым директором и членом совета директоров «Норильского Никеля» в 2008—2010 и 2011—2012 годах. С 2013 года — председатель совета директоров USM Holdings.
Совместно со своим давним бизнес-партнёром Алишером Усмановым Мошири владел компанией Red & White Holdings, которая купила 14,65 % акций футбольного клуба «Арсенал» у Дэвида Дейна в августе 2007 года. 18 сентября 2007 года Red and White Holdings увеличили свою долю в «Арсенале» до 21 %, а 28 сентября 2007 года — до 23 %.
В феврале 2016 года было объявлено, что Мошири продал свою долю в Red & White Holdings Алишеру Усманову, чтобы приобрести долю в другом футбольном клубе Английской Премьер-лиги — «Эвертоне». 27 февраля 2016 года было официально объявлено, что Мошири приобрёл 49,9 % акций «Эвертона». В сентябре 2018 года увеличил свою долю в клубе до 68,6 %, а в июне 2019 года — до 77,2 %.

## Личная жизнь
Постоянно проживает в Монако. Был женат на журналистке Назенин Ансари, которая является главным редактором Kayhan London — британской еженедельной газеты на персидском языке, активно критикующей нынешние власти Ирана. Пара развелась в 2015 году. У Мошири и Ансари двое детей.